# Çoruh
Çoruh (turkiska), eller Tjorochi (georgiska: ჭოროხი), (armeniska: Ճորոխ, Tjoroch; grekiska: Άκαμψις, Akampsis) är en 438 kilometer lång flod som rinner genom Turkiet och Georgien. Floden är en av de snabbaste floderna i världen.
Coruh rinner upp högt i Meskiska bergen (3 225 meter över havet) i nordöstra Turkiet, och rinner genom städerna Bayburt, Ispir, Yusufeli, and Artvin. Därefter går floden genom Georgien, där den mynnar ut i Svarta havet, strax söder om Batumi.
I floden finns 13 fördämningar/vattenkraftverk, bland annat Derinerdammen.